# Nefertiti 2000
Nefertiti 2000 är en av de nyaste serierna i tidningen Herman Hedning. Serien publicerades i Herman Hedning nr. 6/2006 - 5/2007. Nefertiti 2000 är ett spel som lever sig in i verkligheten.

## Handling
När Nefertiti hittar ett spel med namnet Nefertiti 2000 och sätter i det i sin spelkonsol kastas de bokstavligen in i spelet och upptäcker att de måste klara av uppdragen för att komma tillbaka till den riktiga världen.

### Spelets handling
Spelet går ut på att samla ögon som man i slutet ska smälta ihop till ett nytt öga till en enögd byst av Nefertiti. I slutet av varje uppdrag får spelaren ett öga som belöning.

## Karaktärer
- Nefertiti - Kallas ofta bara för Titi. Huvudfiguren som spelar spelet (med undantag av Bosch i taket då det är Fares som spelar för att rädda Titi). Hon är ett hittebarn som växt upp på ett fosterhem. Sitt namn har hon fått efter tatueringen på hennes axel föreställande drottning Nefertiti av Egypten.
- Bob/Fares - Nefertitis gröna tamfågel. Heter egentligen Fares, men vill "bli någon" och har därför tagit sin största idols namn (för att "få lite av hans kraft"); Bob Dylan.
- Den vita kaninen - En mystisk vit kanin som förföljer dem och försöker klara uppdragen före dem, genom att hitta ögonen först.

## Utgivning
| Avsnitt | Titel              | Öga                               | Plats nivån utspelar sig på                      |
| ------- | ------------------ | --------------------------------- | ------------------------------------------------ |
| 1       | Första uppdraget   | Stormens öga                      | En 1800-talsbåt                                  |
| 2       | Snake Eyes         | Uraeus, ormens öga                | Ett kasino i Las Vegas som ser ut som en pyramid |
| 3       | I Betraktarens Öga | Horus öga                         | Inuti guden Horus öga                            |
| 4       | Bosch i taket      | Hieronymus bosch konstnärliga öga | Hieronymus Bosch tavla Den yttersta domen        |
| 5       | Berliner Bullfest  | Hitlers öga                       | Nazityskland                                     |
| 6       | Chicago blues      | Titis egna öga                    | 1930-talets Chicago                              |
| 7       | Game set och match | Alla ögon är samlade              | Öken, förmodligen Libyska öknen                  |
| 8       | Grand finale       | Alla ögon är samlade              | INEF:s högkvarter                                |